# Durg
Durg (hindsky दुर्ग) je město v Čhattísgarhu, jednom z indických svazových států. K roku 2011 v něm žilo přes 270 tisíc obyvatel.

## Poloha a doprava
Durg leží ve středozápadní části Čhattísgarhu přibližně pětatřicet kilometrů západně od Rájpúru, čhattísgarhského hlavního města. Na východě sousedí s Bhíláí, s kterým tvoří aglomeraci o přibližně miliónu obyvatel.
Přes město prochází železniční trať Bombaj – Nágpur – Kalkata.

## Dějiny
Ve starověku byl Durg součástí Kóšalska. Název znamená „Silné“ a naznačuje, že se jednalo o pevnost. Pravděpodobně byl založen v 10. století.